# Fromia hemiopla
Fromia hemiopla är en sjöstjärneart som beskrevs av Fisher 1913. Fromia hemiopla ingår i släktet Fromia och familjen Ophidiasteridae. Inga underarter finns listade i Catalogue of Life.